# Phaeoura cupidaria
Phaeoura cupidaria là một loài bướm đêm trong họ Geometridae.